# Matthias Groote

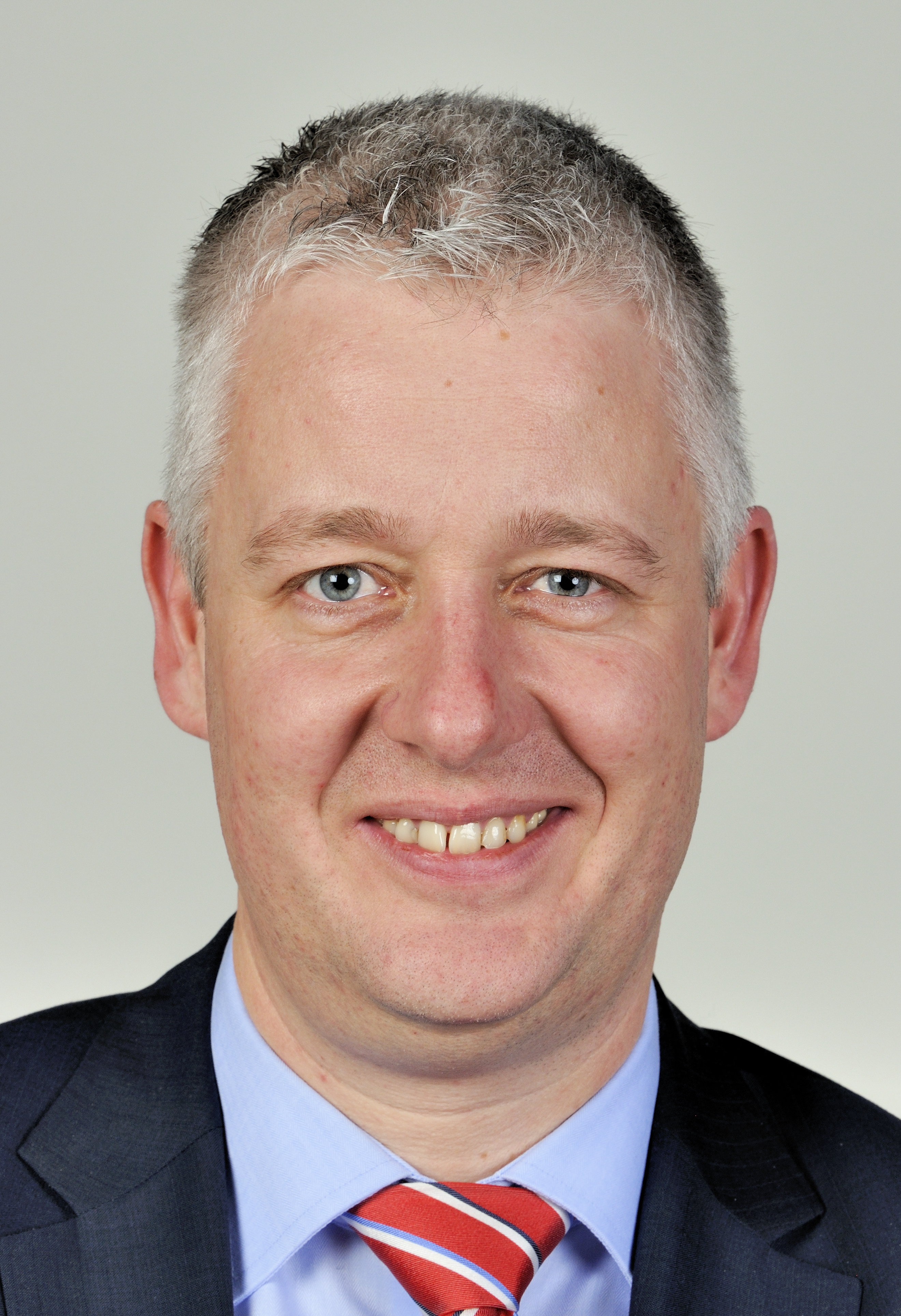
Matthias Groote

Matthias Groote este un om politic german, membru al Parlamentului European în perioada 2004-2009 din partea Germaniei.
1. ↑  Deputații în Parlamentul European